# Александер Сьодерберг
Александер Сьодерберг (на шведски: Alexander Söderberg) е шведски телевизионен сценарист, драматург и писател, автор на бестселъри в жанра трилър.

## Биография и творчество
Роден е в Стокхолм, Швеция на 1970 г. Завършва колеж в Стокхолм. Работи като сценарист за телевизията.
Първият му трилър „Приятелят от Андалусия“ от поредицата „Cофи Бринкман“ е публикуван през 2012 г. Главната героиня Cофи Бринкман е медицинска сетра, вдовица и самотна майка. Покрай работата си се забърква с гангстерска група в лицето на боса ѝ Xектор Гусман, който се лекува при нея, с руската мафия и корумпирани ченгета. Със сърцето си тя трябва да вземе страна и сама да се защити. Трилърът става бестселър, издаден е в над 35 страни, а филмовите му права са закупени от Ридли Скот.
Александер Сьодерберг живее със семейството си в района на Йостерлен, Южна Швеция от 1998 г.

## Произведения

### Серия „Софи Бринкман“ (Sophie Brinkmann)
1. Den andalusiska vännen (2012)
Андалуският приятел, изд.: ИК „Колибри“, София (2015), прев. Неда Димова-Бренстрьом
2. Den andre sonen (2014)
Другият син, изд.: ИК „Колибри“, София (2017), прев. Стела Джелепова
3. Den gode vargen (2016)
Добрият вълк, изд.: ИК „Колибри“, София (2018), прев.

### Екранизации
- 2004 – 2005 Orka! Orka! – ТВ сериал, 8 епизода
- 2009 Fallet – Skandia – ТВ филм
- 2009 Stenhuggaren – ТВ филм
- 2010 Olycksfågeln – ТВ филм
- 2010 Kommissarie Winter – ТВ сериал, 4 епизода
- 2011 Maria Wern – ТВ сериал, 1 епизод